# Рамана
Рамана́ или Раманы́ (азерб. Ramana) — посёлок на Апшеронском полуострове, в Сабунчинском районе Бакинской агломерации. Население — 11,5 тысяч человек (2005, оценка).

## История

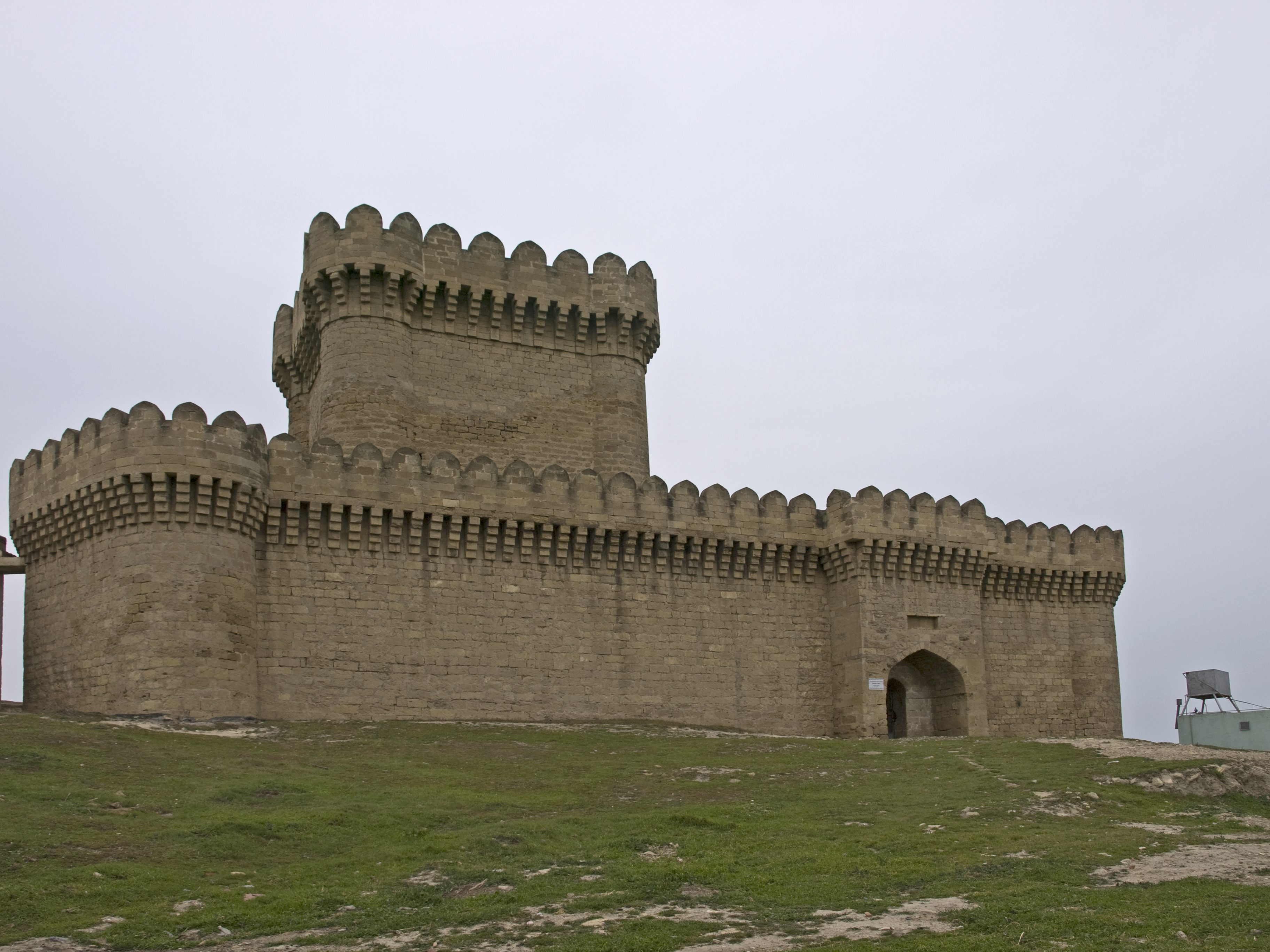
Крепость

По одной из версий село было основано в 84—96 годах римскими солдатами, разбившими здесь военный лагерь, а его название, соответственно, означает «римское село». Этой точки зрения, в частности, придерживалась азербайджанский историк Сара Ашурбейли.
Неподалёку от села, на скале расположена крепость XIV века высотой 15 метров. Толщина стен крепости — 1,5 метра; над ними возвышается прямоугольная башня (9 x 7,5 метров). В селе также имеется мечеть, построенная в 1323 году. Аббаскули Бакиханов отмечал в 1842 году наличие в Рамане остатков ханского дворца XVI—XVII веков. По статистическим данным 1893 года, в селе жило 873 человека, в основном таты.
В советское время в селе действовал завод по производству йода.